# Parque Nacional Izta-Popo Zoquiapan
Parque Nacional Izta-Popo Zoquiapan är en nationalpark i Mexiko. Den ligger i den sydöstra delen av landet, 60 km sydost om huvudstaden Mexico City. Parque Nacional Izta-Popo Zoquiapan ligger 3 884 meter över havet.